# 70 Virginis b
70 Virginis b é um planeta extrassolar localizado a 60 anos-luz de distância, na constelação de Virgem. Anunciada em 1996 por Geoffrey Marcy e R. Paul Butler, 70 Virginis foi uma das primeiras estrelas confirmadas a ter exoplanetas em sua órbita. Quando anunciado pela primeira vez, 70 Virginis B foi considerado estar dentro de sua zona habitável, porém mais tarde se confirmou que o planeta possui uma órbita excêntrica, próximo a sua estrela-mãe.

## Características
70 Virginis B é um gigante joviano, que possui 7,5 vezes a massa de Júpiter. O satélite Hipparcos mostrou que a estrela era mais distante e, portanto, o planeta é quente demais para estar em sua zona hábitavel.